# Philippe Lafon (littérature)
Philippe Lafon est un écrivain français et un passionné par l’île d'Oléron. Il s’intéresse de près à l’histoire de « son » île depuis plus de 45 ans.

## Biographie
Commençant par collecter des cartes postales, il a voulu en savoir davantage : il a donc réuni une énorme documentation couvrant quantité de sujets (70m linéaires à ce jour). Il continue à collecter des cartes géographiques anciennes ainsi que tout type de document sur tout support lié à Oléron.
Parallèlement, les éditions Rupella lui ont demandé un projet sur l’île d’Oléron à partir de son importante collection, c’est ainsi qu'est né le premier tome des Souvenirs de l’île d’Oleron (1983), suivi d’autres ouvrages (voir bibliographie).
Il s’implique aussi dans la vie locale en participant à la fondation de très nombreuses associations culturelles, sportives ou sociales. Il fut également directeur FF de conservateur du musée de l’île d’Oléron pendant près de 10 ans et à ce titre réalisa de grandes expositions annuelles (L'archéologie, les vieux gréements, Pierre Loti, la Révolution, les liaisons maritimes, l’Occupation, etc.).
Il a été administrateur (10 ans) puis président (5 ans) de l’Association pour la Maison de Pierre Loti de Rochefort (Charente-Maritime) et rédacteur du bulletin de l'association. Il a été administrateur (5 ans) de la société des Archives Historiques de Saintonge et d’Aunis.
Il est à l'origine de la création au printemps 2010 de l'Université du Temps Libre de Marennes-Oléron et la préside actuellement (http://www.utl-marennes-oleron.fr/).
Il est par ailleurs administrateur de l'association Roule ma frite 17, association chargée de valoriser des déchets et notamment les huiles de friture (http://roulemafrite17.com).
À l'occasion du 70e anniversaire de la libération de l'île d'Oléron, le Comité de commémoration de la libération de Seudre-Oléron lui a confié l'écriture du scénario et la mise en scène d'un grand spectacle historique sur cette période. Le spectacle a été présenté le 1er mai 2015, jour anniversaire de la libération. Une des scènes de ce spectacle qui représentait la reddition des troupes allemandes a eu lieu au jour et à l'heure près 70 ans plus tard. (Voir vidéos).
Il a fait partie du groupe "Submersions", créé à la suite de la tempête Xynthia, afin de travailler sur les submersions historiques du littoral charentais.
Stagiaire de l’École nationale du Patrimoine et de la DRAC, titulaire d’un DU d’histoire de l’art de d’archéologie, il a rédigé des projets de mise en valeur du patrimoine naturel et bâti de l’île, il organise régulièrement depuis 1984 des « Journées du Patrimoine » dans l'île et à Saint-Pierre-d'Oléron en particulier. Il est aussi à l’origine du classement (ISMH) de bâtiments historiques comme la colonie de Maison heureuse à Boyardville, le château de Bonnemie (intérieur, puis extérieur) à Saint-Pierre ou encore la Maison des aïeules de Pierre Loti.
Il est à l'origine lors de travaux et à la demande de la municipalité de Saint-Pierre, de la renaissance d'un très grand cadran solaire (3,71m x 2,93m) de 1856 qui avait disparu de la façade de la mairie depuis plus de 60 ans. Cadran complexe réalisé en septembre 2016 selon le modèle original de l'abbé Chaumeil. Voir :http://michel.lalos.free.fr/cadrans_solaires/autres_depts/charente_maritime/pays_marennes_oleron/doc_cadrans/st_pierre_d_oleron_sud_ouest_2016_09_14.pdf
http://www.jdpoleron.info/article/et-soudain-le-cadran-solaire-est-apparu-,16931.php
À la demande de la direction du CAES du CNRS et à l'occasion du cinquantenaire du village de vacances de la Vieille Perrotine près de Boyardville, il a réalisé en juin 2018 au centre du village un très grand cadran solaire analemmatique. Voir :
https://www.sudouest.fr/charente-maritime/saint-trojan-les-bains/l-ile-d-oleron-photographiee-du-ciel-8499216.php
http://michel.lalos.free.fr/cadrans_solaires/autres_depts/charente_maritime/pays_marennes_oleron/cs_pays_marennes_oleron.php#st_pierre_d_oleron
Il a réalisé un très grand cadran solaire (5,50 m x 7,50 m) de type vertical déclinant de 47,5° à l’est sur le pignon de la mairie de Saint-Trojan-les-Bains. Comme les précédents, il a été conçu en partenariat avec Yvon Massé de la Société astronomique de France et avec Elise Poncet artiste peintre.
Il a participé à de très nombreuses émissions radio et télé, à des ouvrages ou magazines (textes et/ou iconographie) sur l’île.
Il est en outre médiateur culturel et conférencier régulier dans des domaines divers tels que ceux de l’architecture vernaculaire, Pierre Loti, l’histoire d’Oléron ou encore l’histoire de l’Architecture pour des publics variés.
Par ailleurs, passionné par l'Inde et particulièrement par les anciens comptoirs français, il a rédigé un rapport soumis aux autorités locales franco-indiennes en vue de la réhabilitation du cimetière chrétien de Pondichéry (avril 2011) ainsi que la notice architecturale de l'église Notre-Dame des Anges de cette même ville (juin 2011). Il est aussi l'auteur d'une grande exposition photographique de portraits d'hommes et de femmes du Rajasthan (été 2011) qui a donné lieu à l'édition d'un ouvrage éponyme.

## Projets en cours (non exhaustif)
Publication du troisième tome des Souvenirs de l’île d’Oleron consacré aux naufrages et évènements de mer survenus en Oléron du XVIIe siècle à nos jours. Une banque de données regroupant plus de 25.000 documents iconographiques, une autre sur sa collection de cartes anciennes du XVIe siècle à nos jours et enfin la rédaction du catalogue raisonné des père et fils Lessieux aquarellistes régionaux.

### Articles parus dans des revues ou des magazines (incomplet)
Oléron Hebdo :
- Le château de Bonnemie. N° 32, 20/11/1981.

La Lanterne (bulletin municipal de St-Pierre d'Oléron) :
- Histoire du château de Bonnemie. 1982.

Cabuzel.com (site autrefois dédié à l'île d'Oléron)
- L'ouragan du siècle, décembre 1999. 2000.

Île d'Oléron Magazine :
- 2000
  - Fragiles empreintes humaines : les écluses. (p. 5 à 11).
  - Petite histoire des huîtres de Marennes-Oléron. (p. 13 à 19).
  - Le phare de Chassiron... du bout du monde. (p. 29 à 34).
  - Un an sur Oléron. (p. 104 à 111).
- 2001
  - Flashbacs. (p. 8 à 17).
  - L'année 2000 en Oléron. (p. 111 à 114).
- 2002
  - Les Marais. (p. 19 à 27).
  - Fort Boyard. (p. 59 à 68).
  - Une année sur Oléron. (p. 112 à 114).
- 2003
  - Le petit train de l'île d'Oléron. (p. 9 à 16).
  - Une année d'Oléron. (p. 108 à 110).
- 2004
  - Visites des villes de l'île. (p. 6 à 10).
  - Saint-Trojan-les-Bains de mer. (p. 13 à 20)
  - L'île d'Oléron d'hier et aujourd'hui (p. 39 à 47).

Royan magazine (dossier hors-série) :
- Cordouan, le phare des rois le roi des phares. (p. 45 à 50). 2003.

Maisons de mer :
- 2004
  - L'évasion dans le grand confort. (p. 67 à 72).
  - La halte du voyageur. (p. 79 à 83).
  - Le quartier du commandant sur le pont supérieur. (p. 90 à 94).

Couleur Oléron :
- No 2 > L'architecture balnéaire en Oléron. (p. 172 à 181). 2009.
- No 3 > Les églises de l'île d'Oléron. (p. 150 à 165). 2010.

Le Journal des propriétaires de l'île d'Oléron :
- Le tout petit cimetière protestant de St-Pierre d'Oléron. N° 34, septembre 1998.
- Les écluses à poissons dans l'histoire de l'île. N° 119, novembre 2012.

Le Journal du nord de l'île, St-Denis se raconte :
- No 15 > Un exemple d'architecture balnéaire du XXe siècle. (p. 16). 2013.
- No 17 > Les tirailleurs sénégalais de Saint-Denis d'Oléron. (p. 22 à 24). 2014.

Revue de la Saintonge et de l'Aunis. Tome XLI :
- L'énigmatique pierre tombale de Saint-Pierre d'Oléron. (p. 29 à 40). 2016.

Du sel à l'huître (bulletin municipal de Dolus d'Oléron) :
- Le domaine de la Cailletière. (p. 18 à 20). Hiver 2016.

LE FESTIN. Découverte et patrimoine en Nouvelle-Aquitaine :
- L'incroyable construction du fort Boyard (1803-1866). (p. 66 à 73). N° 125, mars 2023.
- D'Aix à Oléron, les tours de l'Empereur. (p. 66 à 71). N° 133, été 2025.

LE PICTON. Culture et patrimoine en Poitou-Charentes :
- La maison du compagnon de Dolus d'Oléron. (p. 60 à 64). N° 281, avril 2025.
- Oléron et ses kiosques à musique, une histoire oubliée. (p. 25 à 27). N° 282, juillet 2025.

Sud-Ouest
- L'histoire par la fin, les sépultures demeurent des témoins privilégiés du passé. 2/11/1995.

Le Littoral de la Charente-Maritime. En collaboration avec David Labardin.
- Pierres tombales et ossements humains sous la lanterne des morts. 22/11/1991.
- Ici, un déluge de feu s'est abattu sur les plages. 21/10/2016.
- La grande imposture des armoiries oléronnaises. 29/02/2018.
- La plus grande fête jamais organisée sur l'île d'Oléron. 15/06/2018.
- L'âge d'or de l'ancienne minoterie. 27/07/2018.
- La Grande Guerre vue de l'île d'Oléron. 9/11/2018.
- L'histoire des monuments aux morts oléronnais. 23/11/2018.
- Le chantier dévoile une tombe du XVIIe siècle. 21/12/2018.
- 132 ans après, la nouvelle cloche arrive à Saint-Georges. 29/3/2019.
- La nouvelle cloche bénie et accueillie par le public. 5/4/2019.
- Ils veulent à tout prix conserver l'ancienne cloche. 12/4/2019.
- Les paroissiens veulent sauver la cloche de l'église. 19/4/2019.
- L'incroyable histoire cachée derrière l'ancienne cloche. 3/5/2019.
- La chapelle disparue de la Cotinière. La première chapelle d'époque médiévale. 28/6/2019.
- L'éphémère chapelle de la Cotinière, une histoire rocambolesque. 2/8/2019.
- La façade éphémère. L'ancienne épicerie devenue boutique de poésie de Paul Coban. 23/8/2019.
- Ces deux projets de chapelles qui n'ont jamais vu le jour à la Cotinière (1961/62). 13/9/2019.
- Le fabuleux et cruel destin du soldat américain Randolph Thomas Lee. 1/11/2019.
- L'histoire des sœurs siamoises oléronnaises. 14/12/2019.
- Le destin tragique d'un soldat américain à Saint-Trojan. 27/03/2020.
- Quand la grippe espagnole frappait la France et l'île d'Oléron. 3/04/2020.
- Quand le choléra sévissait dans le département et dans l'île d'Oléron. 24/04/2020.
- Quand de grands champions fréquentaient le vélodrome de Saint-Pierre d'Oléron. 12/06/2020.
- Serge Delsol, le père du cyclisme insulaire d'après-guerre. 19/06/2020.
- Quand les champions cyclistes étaient oléronnais. 21/08/2020.
- L'île d'Oléron accueille le tour de France en 1983. 29/08/2020.
- Les petits génies de l'informatique bientôt au fort des Saumonards. 31/12/2020.
- La ville de Saint-Pierre d'Oléron va valoriser son pigeonnier du XVIIe siècle. 08/01/2021.
- Quand un charlatan vendait des images pieuses sur l'île d'Oléron. 19/02/2021.
- Il y a 50 ans, la terre tremblait sur l'île d'Oléron. 9/09/2022.
- Avant le grand jour, retour sur l'origine du port de la Cotinière. 16/09/2022.
- Quand de grands cétacés s'échouaient sur les côtes oléronnaises. 06/01/2023.
- Il y a 100 ans, la catastrophe du fort des Saumonards à Boyardville. 07/04/2023.
- La libération de l'Île vue du ciel (1945). 28/04/2023.
- Loti l'Oléronnais. 09/06/2023.
- Ces Oléronnais partis combattre pour l'indépendance des États-Unis. 07/07/2023.
- Quand les époux Curie passaient leurs vacances à Saint-Trojan-les-Bains. 19/08/2023.
- Le passé tumultueux du monument aux morts de Saint-Pierre d'Oléron. 10/11/2023.
- Il y a 100 ans, le terrible raz-de-marée de 1924. 12/01/2024.
- Ces Oléronnais eux aussi sont morts pour la Liberté. 23/02/2024.
- Ces drames nés de la pénalisation de l'avortement. 22/03/2024.
- Le jour où la ferme de la Durandière a disparu dans les flots. 05/04/2024.
- Quand un train circulait dans toute l'île d'Oléron. 26/04/2024.
- La sombre affaire du casino de Saint-Denis d'Oléron. 21/06/2024.
- Pierre Launais, l'inventeur du jeu Fort Boyard. 28/06/2024.
- Il y a 80 ans, Oléron devenait une des "poches" de l'Atlantique. 13/9/2024.
- Ce lien insolite existant entre la "cabinet room" de la Maison Blanche et l'église de Dolus. 25/10/2024.
- Cet étonnant monument aux morts antimilitariste de Dolus d'Oléron. 08/11/2024.
- Le Port Calédonia, le plus traumatisant des naufrages survenus sur l'île d'Oléron. 22/11/2024.
- Quand les Russes organisaient un attentat sur l'île d'Oléron. 29/11/2024.
- L'histoire mouvementée de l'église de Saint-Denis et de son clocher. 11/12/2024.
- Il y a 100 ans, disparaissait l'aquarelliste Ernest Lessieux. 17/1/2025.
- Le financement de la guerre, une longue histoire. 14/3/2025.
- Le 80e anniversaire d'un bombardement inutile. 11/4/2025.
- L'assassinat du maire de Saint-Pierre d'Oléron le jour de la Libération. 25/4/2025.
- Une douloureuse et magnifique histoire d'amour (sur fond de Libération). 25/4/2025.
- Jacques Chaban-Delmas, l'oléronnais de cœur. 16/5/2025.
- Les souvenirs insulaires de Pierre Loti. 6/6/2025.

### Travaux inédits
- Le 40e anniversaire de la Libération de l’île d’Oléron. 1985.
- L’histoire de la forêt oléronnaise. 1986.
- Les échouages de cétacés sur les côtes d’Oléron. 1987.
- Le pigeonnier du logis de Bonifaut. 1988 (diffusion restreinte).
- L’histoire des liaisons maritimes entre l’île et le continent. 1997.
- Étude sur l’avenir incertain des puits publics de l’île d’Oléron. 1998 (diffusion restreinte).
- Paulette et Henri. Scénario de film ayant trait à l'île d'Oléron sous et après l'Occupation (avec la complicité de Jean Becker). 2008.
- Les graffiti de l'église de Saint-Pierre d'Oléron. Rapport de découverte fortuite. 2009 (diffusion restreinte).
- Étude d'une dalle funéraire de type compagnonnique à St-Pierre d'Oléron. 2011 (diffusion restreinte).
- Histoire de la base aéronavale US de Saint-Trojan-les-bains, 1917-1918. 2012 (diffusion restreinte).
- L'histoire tortueuse du chenal de la Perrotine depuis 20.000 ans. 2014.
- Étude sur les graffiti marins du Pays Marennes-Oléron. 2015. (diffusion restreinte).
- Le château de Bonnemie : Mille ans d’histoire (en cours).
- L'incroyable histoire du site de Maison heureuse à Boyardville (en cours).
- La noblesse de l’île d’Oléron (en cours).
- Les Courtauld, une saga anglaise issue de l'île d'Oléron (en cours).
- Les chapelles disparues de l'île d'Oléron (en cours).
- Des Harkis dans l'île d'Oléron (1963-1965). 2025. (diffusion restreinte).

## Vidéos
- L'histoire des casinos de Saint-Trojan-les-Bains. Film d'animation réalisé à la demande du nouveau casino. 2016.
- Reconstitution du bombardement de la citadelle du Château d'Oléron le 17 avril 1945. Film réalisé à la demande de la municipalité. Avril 2025.

## Expositions
1/ Histoire
- La Révolution en Oléron. 1989. (citadelle du Château).
- La préhistoire en Oléron. 1990. (mairie de St-Pierre).
- Les vieux gréements d’Oléron. 1991. (citadelle du Château).
- La vie de Pierre Loti, marin et romancier. 1993. (mairie de St-Pierre).
- Les liaisons maritimes entre Oléron et le continent. 1994. (citadelle du Château).
- L’Occupation et la libération de l’île d’Oléron. 1995 à l'occasion du 40e anniversaire. (citadelle du Château).
- Pierre Loti et l'île d'Oléron. 2003. Conférence, exposition et pose d'une stèle commémorative sur le quai du port à l'occasion du 80e anniversaire de la mort de l'écrivain. (capitainerie de Boyardville).

Les dernières expositions présentées :
- L’accueil des enfants des Républicains espagnols à la colonie de Maison heureuse. 2012 à l'occasion du 75e anniversaire. (Maison heureuse, puis médiathèque de Saint-Georges).
- Pierre Loti et l'île d'Oléron. 2013 à l'occasion du 90e anniversaire de la mort de Loti et du 60e de l’érection de sa statue à Saint-Pierre. (Eldorado St-Pierre). Lien vers Sud-Ouest : https://www.sudouest.fr/charente-maritime/saint-pierre-d-oleron/pierre-loti-sous-tous-les-angles-8538411.php
- Histoire de la citadelle du Château d'Oléron et de son bombardement le 17 avril 1945. Exposition permanente réalisée à la demande de la municipalité à l'occasion de la commémoration du 80e anniversaire de l'évènement et inaugurée le 17 avril 2025.

2/ Expositions de photographies
- L’île d’Oléron vue du ciel. 2010. (2010 médiathèque de St-Georges, 2012 Eldorado St-Pierre, 2013 médiathèque St-Trojan, Ehpad Vitéal St-Pierre 2016). Lien vers Sud-Ouest : https://www.sudouest.fr/charente-maritime/saint-trojan-les-bains/l-ile-d-oleron-photographiee-du-ciel-8499216.php
- Portraits du Rajasthan. 2011. (2011 médiathèque St-Georges, 2012 Eldorado St-Pierre, 2014 médiathèque de St-Trojan, 2016 Eldorado).
- De matières et d'hommes (reportage sur la construction de l'Ehpad). 2016. (Ehpad Vitéal St-Pierre d'Oléron janvier/août 2016, hall de l'Eldorado St-Pierre septembre 2016). Lien vers Sud-Ouest : https://www.sudouest.fr/charente-maritime/saint-pierre-d-oleron/un-chantier-photogenique-4382826.php
- Portraits d'Indiens. Eté 2016. Exposition conjointe photos-aquarelles avec Marie Lacaule. Eldorado St-Pierre.

## Conférences
- Pierre Loti et l’île d’Oléron. 2003. (Capitainerie Boyardville pour la commune de St-Georges d'Oléron).
- Histoire du chenal de la Perrotine. 2004. (Capitainerie de Boyardville pour l'association Le Clapotis).
- Les fortifications de l'île d'Oléron XVIIe – XXe siècles. 2005. (Capitainerie de Boyardville pour l'association Le Clapotis).
- L'île d’Oléron vue du ciel. (À plusieurs reprises et différents endroits depuis 2010).
- L'histoire de Maison heureuse à Boyardville. 2010. (Capitainerie de Boyardville pour les Amis du Cepmo).
- L'île d'Oléron et son patrimoine. 2011. (Pondicherry pour l'Alliance française).
- Décryptage inédit de l'enseigne d'auberge de Saint-Pierre d'Oléron. 2014. Colloque de la Fédération des sociétés savantes de la Charente-Maritime (La Rochelle).
- La libération de l'île d'Oléron. 2015. (La Rochelle pour la Fédération des sociétés savantes de Charente-Maritime).
- Les graffitis marins de l'église de Saint-Pierre dOléron. 2016. Colloque de la Fédération des sociétés savantes de Charente-Maritime (La Rochelle).
- L'architecture balnéaire de Saint-Trojan-les-Bains. 2017. (Saint-Trojan pour la commune de Saint-Trojan).
- L'histoire de la base aéronavale américaine de St-Trojan-les-Bains. 2018. (Rotary-club de Marennes-Oléron). Archives départementales de Jonzac (2023).
- Les monuments aux morts de l'île d'Oléron. 2018. (Dolus pour la commune de Dolus).
- L'histoire mouvementée de l'ancienne cloche de St-Georges d'Oléron. 2019. (Église de St-Georges pour la paroisse d'Oléron).
- L'histoire de l'ostréiculture insulaire. 2019. (Chenal d'Arceau pour la commune de Dolus). 2025 Chatelaillon.
- L'histoire des trois chapelles de la Cotinière (du Moyen Âge à nos jours). 2019. (Dans la chapelle de la Cotinière pour la paroisse d'Oléron).
- Quelques secrets bien gardés de l'église de Saint-Georges d'Oléron. 2020. (Dans l'église pour la commune de St-Georges d'Oléron).
- À la recherche du village disparu de Saint-Trojan au 17e siècle. 2020. (Dans l'église pour la commune de Saint-Trojan-les-Bains).
- Le transfert du port médiéval du Château d'Oléron à son emplacement actuel. 2021. Colloque de la Fédération des sociétés savantes de Chte-Mme (Rochefort).
- Les épidémies qui ont marqué l'histoire de l'île d'Oléron et en particulier le choléra au XIXe siècle. 2022. Colloque de la Fédération des sociétés savantes de Chte-Mme (Le Château d'Oléron ).
- Fort Boyard, un défi à l"océan: UTL Marennes-Oléron ; SAHSM Saujon 17; UTL Bordeaux ; Archives départementales La Rochelle ; UTL Bergerac (24) ; UTL Anglet (64) ; Maison de la Charente-Maritime.
- L'histoire des ports de Saint-Georges d'Oléron et du Douhet et du canal qui les relie. 2023/2024. Saint-Georges d'Oléron.
- L'inutile bombardement de la citadelle du Château d'Oléron. Conférence demandée par la municipalité et donnée le jour du 80e anniversaire du bombardement le 17 avril 2025.